# Olof Wallerius
Olov Wallerius, född den 16 maj 1920 i Kungsholms församling, Stockholm, död den 2 februari 2007 i Lidingö, var en svensk ingenjör och uppfinnare.
Han var under många år chef för både instrumentverkstaden och ritkontoret på FOA, Försvarets Forskningsanstalt, och var under lång tid ordförande i TCO:s uppfinnarkommitté samt ledamot i SNAU - Statens nämnd för arbetstagares uppfinningar. Wallerius var styrelseledamot i SUF - Svenska Uppfinnareföreningen i 25 år och dess ordförande under 19 år.
Wallerius var med om att initiera och genomföra Finn Upp - en svensk uppfinningstävling för ungdomar mellan 12 och 15 år, arrangerat av bland annat Svenska Uppfinnareföreningen och tidningen Ny Teknik.
År 2000 fick Wallerius konungens medalj i åttonde storleken i högblått band för "värdefulla insatser för att utbilda, utveckla och stödja uppfinnare, i första hand ungdomar".